# Kehrli (Bern)
Die Familien Kehrli besitzen seit 1900 bzw. 1967 das bernische Burgerrecht.

## Geschichte
Im Tellbuch (Steuerliste) der Stadt Bern von 1448 werden Hennsli Kerli der jung, wohnhaft in der Mattenenge und Hennsli Kerli der alt, wohnhaft an der Matte aufgeführt. Zehn Jahre später findet sich nur noch Kerly der rebman (Winzer). 1625 wurde der Utzenstorfer Tischmacher Martin Kerli in Bern zum Burger angenommen, allerdings später im Rahmen einer Gesetzesrevision wie viele andere zum Hintersassen (Geduldeter) herabgestuft. 1660 wurde der ebenfalls aus Utzenstorf stammenden Tischmacher Mathis Kerli als Stubengeselle der Gesellschaft zu Zimmerleuten in Bern angenommen, allerdings als äusserer Meister und Hintersasse, da das bernische Burgerrecht 1651 geschlossen wurde. Sein Zweig erlosch in Bern nach einer Generation wieder.
Ein Zweig der Brienzer Kehrli erwarb 1900 das Berner Burgerrecht und gehört der Gesellschaft zu Zimmerleuten an.
Johannes Kehrli (1844–1921), aus dem Utzenstorfer Geschlecht, verliess Oberbalm und betätigte sich im Berner Mattequartier als Dachdecker. Er übernahm 1884 das Dachdeckergeschäft des Ulrich Steiner (1787–?), welches seit mindestens 1822 an der Matte bestand. Seine Nachkommen besitzen seit 1967 das Burgerrecht von Bern und gehören der Gesellschaft zu Mittellöwen an.